# 勝山茂雄
勝山 茂雄（かつやま しげお、1961年 - ）は、日本の映画監督、脚本家、映画学校講師。おもにピンク映画などを数多く手がけている。

## 経歴
1961年、東京都江東区生まれ。にっかつ芸術学院卒業（1982年）後、サトウトシキなどと一緒にピンク映画の制作に携わる。監督・広木隆一の助監督につき、制作・演出を学ぶ。 平行して早稲田大学映画サークル、東洋大学映画研究部と共に自主映画活動も始める。
1984年、自主映画『元気の出るマロン』日本映像フェステバルにて芸術家・岡本太郎に認められ金賞受賞。
1986年公開の『ロマン子クラブ エッチがいっぱい』で助監督を務めた。
1988年・新東宝『フラワーハイツの懲りない面々』にて映画監督として活動を始める。

## 映画
- 「フラワーハイツの懲りない面々」制作・新東宝
- 「24カラット」製作・大蔵映画
- 「鵺の泣き声」（濡れ濡れ白衣　もっと奥まで　1997）　 制作・国映
- 「ミッドナイト探検隊」(1998)[2]
- 「緑の森」（「不倫OL　野外恥戯 」(1999)	制作・国映
- 「唇かみしめて」（白夜蝶 (2005)　　　制作・国映

## オリジナルビデオ
- 女体専門マッサージ師　極楽の竜 (1996)　　	監督/脚本
- 制服の愛人（ラ・マン）　コギャルの性 (1996)　	脚本
- 痴漢物語　欲情体質の女たち (1997)　	脚本
- 新任女教師　歪んだ倫理 (1998)　　	監督
- リゾラバ恥態（秘）レポート (1999)	監督/構成/撮影
- 若妻のフェロモン／ガラスの結婚 (1999)　	監督/脚本
- 自慰中毒　犯され願望の女 (2000)　	監督/脚本
- OLセクハラ調教　男の本能　女の本性 (2000)	監督/脚本
- スワップ・マニア　相互鑑賞の人妻たち (2000)	監督
- 750（ナナハン）ライダー (2001)	監督
- 露出願望　感じすぎる視線 (2001)　	監督/脚本
- 痴漢な関係　待ち濡れるOL (2001)	監督/脚本
- 留置所　性告白／疼く傷あと (2002)	監督/脚本
- 調教志願　ある女子大生の告白 (2002)　　	監督/脚本
- 痴漢シンドローム　暴発した夢精 (2003)　　	監督/脚本/撮影
- 痴漢シンドローム　脳内姦淫の夜 (2003)　　	監督/脚本/撮影
- 痴漢シンドローム　濡れ立つ妄想 (2003)　　	監督/脚本/撮影
- 人妻　猥褻事件簿　盗み癖のある女 (2003)　	監督/脚本
- 義母浪漫　求めあう肉愛 (2004)　　	監督/脚本
- 愛奴霊　処女のはらわた (2004)　　	監督/脚本
- 実録　痴漢物語　歪んだ恋の片道切符 (2004)	撮影
- 背徳相姦スペシャル4連発　義母浪漫 (2011)	監督/脚本
- 猛毒Y談　海女テラス大神 (2011)　	出演

## PV
- MPVへきれき「オレンジ心空間ミドリ」    監督　制作・ウイング

## ゲーム
- 「湾岸トライアル」　脚本　　制作・ビクターエンタテインメント
- 「マージャンパラダイス」 監督/脚本　　制作・パイオニア

## その他

### 監督、脚本以外の活動
制作・ワールド・シネ&ビデオ
- VP　鳥羽保養所、案内VP
- CF　ニッコー「ニッコーセミデラコンバッテリー」

制作・P&P
- VP　ニッサン社内用教育ビデオ「ギブ＆ギブ」
- PV　ニッサン「東神奈川246通り」店輔紹介
- VP　東海銀行「熊野森保護遊歩道」

制作・テレコムジャパン
- CF　出光「100ガソリン浄化洗浄フェラーリ編」
- VP　出光「100ガソリン成分」

制作・読売広告&アダルト
- VP　東京ガス「社内対応マニュアル」
- PV　東京ガス「緊急連絡対応」

制作・博報堂
- PV　凸版印刷「カラー見本」

制作・マジックカプセル
- PV　谷村新司プロモーション「スペード女王」

## その他
- 東放学園映画専門学校にて、シナリオの講師。
- 役者事務所の講師
- 映像ワークショップに多数参加
- 作家・東方　文明（トウボウ　フミアキ）として活動